# Minster-in-Thanet
Minster lub Minster-in-Thanet – wieś w Anglii, w hrabstwie Kent, w dystrykcie Thanet. Leży 17 km na północny wschód od miasta Canterbury i 102 km na wschód od centrum Londynu. W 2001 miejscowość liczyła 3267 mieszkańców.